# Amorphophallus eichleri
Amorphophallus eichleri là một loài thực vật có hoa trong họ Ráy (Araceae). Loài này được (Engl.) Hook.f. mô tả khoa học đầu tiên năm 1889.